# بیسین پاکت، کوئینزلند
بیسین پاکت (به انگلیسی: Basin Pocket) یک حومه شهر در استرالیا است که در کوئینزلند واقع شده‌است.